# Whaingaroa Harbour
Whaingaroa Harbour (Māori: Whāingaroa) ist ein Naturhafen im Waikato District der Region Waikato auf der Nordinsel von Neuseeland.

## Offizieller Name
Das Gewässer ist vielfach auf Karten als „Raglan Harbour“ gekennzeichnet. Ebenso kann die Variante „Raglan Harbour (Whaingaroa)“ gefunden werden. Laut der Behörde Land Information New Zealand wurde das Gewässer im Jahr 1948 in „Whaingaroa Harbour“ offiziell umbenannt. Warum die Umsetzung in die Praxis nicht vollzogen wurde, ist nicht bekannt.

## Geographie
Der 33 km2 große Naturhafen befindet sich rund 28 km westlich von Hamilton an der Westküste des Waikato District, mit Zugang zur Tasmansee. Das weitverzweigte und mit zahlreichen Meeresarmen versehene Gewässer besitzt eine Nord-Süd-Ausdehnung von rund 8,5 km und reicht bei einer maximalen Länge von rund 13,5 km rund 12 km ins Landesinnere hinein. An seiner breitesten Stelle misst der Naturhafen rund 3 km und kommt im Vergleich zu seiner Ausdehnung am Hafeneingang auf bescheidene 490 m in der Breite. Die Küstenlinie erstreckt sich über eine Länge von etwa 123 km. Von der 33 km2 großen Fläche des Hafens sind rund 24 km2 den Gezeiten ausgesetzt. Wassertiefen ab 9 m sind in den sogenannten Channels zu finden, die bis auf 18 m Tiefe hinunterreichen. Die mittlere Wassertiefe des Naturhafens wird mit 2,5 m angegeben und der Tidenhub zwischen 1,8 m und 2,8 m.
Die wichtigsten Zuflüsse realisiert der Naturhafen über die Flüsse Kerikeri River, Waingaro River, Waitetuna River und Opotoru River und zusammen mit den zahlreichen Creeks und Streams (Bäche) entwässern sie ein Gebiet von über 165 km2. Im mittleren Bereich des oberen Teils des Whaingaroa Harbour erstreckt sich die rund 3,5 km lange Paritata Peninsula und teilt damit dort das Hafengebiet in einen South Upper Harbour und einen größeren North Upper Harbour.
Zu erreichen ist der Naturhafen über den New Zealand State Highway 23, der von Osten kommend südlich des Hafengebietes vorbeiführt und seinen Endpunkt in dem Ort Raglan findet, der an der Südseite des Hafens, rund 2,5 km vom Hafeneingang entfernt liegt.

## Geologie
Der Whaingaroa Harbour ist eine versunkene Tallandschaft, die ursprünglich durch Verwerfungen im Miozän entstanden ist und nach der letzten Kaltzeit durch den ansteigenden Meeresspiegel vom Meer her überflutet wurde.